# よいこ (漫画)
『よいこ』 は、石川優吾による日本の漫画。『ビッグコミックスピリッツ』（小学館）にて1995年から2001年にかけて連載された。
単行本は全15巻。話数カウントは「SEXY.◯」で、単行本の各巻でリセットされる。各話のサブタイトルは、1980〜90年代の歌謡曲〜J-POPの楽曲タイトルをモチーフに付けられているものが多い。

## 概要
一話完結のギャグ漫画形式と数話完結のコメディ形式を交互に繰り返すと言う編成で、当初は、風花と彼女が預けられた親戚宅のジローとの家庭内の出来事が話の中心だったが、展開にしたがって家庭から学校の仲間たちとのやり取りがストーリーのメインとなる。

## あらすじ
大阪のとある町の小林家に、親戚の女の子が、片親である母の仕事の都合で預けられることになった。その子は小学5年生にもかかわらず、体格だけは異常に成長し、成人サイズの服や下着を身に着けた、見た目だけは立派な大人の女性であった。

## 登場人物

### 主要人物
江角 風花（えすみ ふうか）
声 - 永田亮子
本作の主人公で小学5年生の普通の女の子。だが外見は大人の女性と見間違えるようなナイスバディで、身長163.5cm、体重50kg、スリーサイズはB86・W56・H86のDカップ、足の大きさ26cm。趣味はプロレスごっこ。本人は、自身の発育した体や身に着けている大人用の下着を人目に晒すことに無頓着であり、一方で現代っ子らしく小学生ながら本格的な化粧道具で化粧をするため、風花を大人の女性と間違えて見とれた男性たちが原因となって、何かと騒動が起こる。
母親の勝手な都合で、横浜から大阪の伯母宅へ引っ越しさせられた。引越し前の家では育児放棄され、今まで母親のおにぎりを食べた事が無い上、クラス内では孤立していたようである。
ケンジに付き合って、少年誌の漫画大賞に飼い犬のポコを主役に据えた漫画を投稿し、佳作を獲得した。
鹿島 美希（かしま みき）
声 - 大野佐和
通称「ミキちゃん」。クラスの中で無視されている状況を見て、風花が友達になった女子児童。2人は風花の説得に応じた男子グループと遊ぶようになる。母親と2人暮らし。家がスナック経営に失敗し極貧生活を送っている。そのため、スーパーの試食コーナーで店員の目を盗み夕食を調理して食べる、冷飯に醤油だけを（時々、だしかつおも）ぶっかけて食べる、食べるものが何もない時は水だけでしのぐなど、腹を満たすための努力は惜しまない。ギョーザ太王のギョーザ食べ放題チャレンジデーで、6ヶ月連続完食しており、7ヶ月目も朝・昼食を抜いて見事に完食した。危険を察知したり、気合いを入れたりする時は、防災ずきんをかぶる。運動神経はクラスでも1、2を誇るが、身長が低い。
網本 研二（あみもと けんじ）
声 - 阪口大助
通称「ケンちゃん」、「ケンジ」。ふだんは大人しいが、実は高い好奇心・衝動性の持ち主で、マツタケ狩りに出かけた山中で見つけた怪し気なキノコを衝動的に食べて幻覚を引き起こし、裸で浮かれながらマンボを歌い踊る姿を発見される。
将来の夢は漫画家。少年誌の漫画大賞に応募するために、町内に住む成年向け漫画家の下へ弟子入りすると、底知れぬ才能を感じさせる、子供離れしたスケールの大きい作品を描き上げる。新人賞に応募した結果、惜しくも大賞は逃すが、準入選を獲得し、寸評でも10歳とは思えない群を抜いた力強さ・迫力と構成力を高く評価される。受賞パーティーでは、即興漫画対決で並みいるプロ漫画家たちを消沈させる。ミキよりもさらに1cm身長が低い。
小関 顕（おぜき あきら）
声 - 石村知子
通称「小関くん」、「小関」。クラスの男子のリーダー的存在。クラスの中で自分の男らしさを示したいがために、やたらと見栄を張りたがる。その結果として、いつも事態を悪化させる。自宅は診療所を営んでおり、比較的裕福。医歯学系への専門進学塾に通っており、成績も良い（小1からずっとオール5）。黄飛鴻に憧れ、中国拳法を習う。右上の歯が1本欠けている。

### 家族

#### 江角家
江角 ミキ江（えすみ みきえ）
声 - 嶋村薫
風花の母。声と名前しか登場しない。仕事人間であり、香港に転勤が決まったことで、娘の風花を、大阪に住む姉夫婦のもとに預ける。

#### 小林家
小林 二郎（こばやし じろう）
声 - 檜山修之
通称「ジロー兄ちゃん」「ジロー」。風花の従兄。高校2年生。当初は、体格は大人だが法的には未成年者への強制わいせつになってしまう、風花にだけは手を出すまいと耐えていたが、中盤以降は、風花のことを本当の妹のように扱う。プロレス（U系）が好きでヴォルク・ハンの熱狂的ファン。身長が低い。
小林 節子（こばやし せつこ）
通称「おばさん」。風花の伯母。ジローの母親。風花のことを実の娘のように大切にしている。風花が突然連れ帰ってきた郷田を「男の中の男」としてあっさり家に泊めてやるなど、人間関係については察しが良い。しかし、緊張すると女子プロレスラーを放送禁止用語連発で挑発してしまうほどの緊張しぃでもある。この部分は姪の風花にも遺伝している。
小林 春夫（こばやし はるお）
通称「おじさん」。おばさんの結婚相手。ジローの父親。会社での役職は課長。近所の漫画家から、子犬のポコを25万円で購入してくる。家に帰ってきて警察官が訪ねてきているのを見て、ジローが何か犯罪をしでかしたのではないかと真っ先に疑ぐり、木刀で殴りかかった。
小林 一郎（こばやし いちろう）
最終話で名前だけ登場した二郎の兄。大学に進学して家を出ている。

### 市立とんぼり小学校

#### 5年3組のクラスメート
登場回数は主要人物たちに比べて少なく、以下に挙がった子たちでも時折登場する程度。この他にモブキャラたちがまれに登場することもあるが、名前は不明である。
中山 ミホ（なかやま ミホ）
当初は美希・風花を無視するグループにいたが、のちに風花たちとも友達になった女子児童。塾帰りに近道しようと通り過ぎた夜の公園で、露出狂に出遭う。
岩々（いわいわ）
10代続いている、町内の鮮魚店の息子。解剖実習のフナを、見事な包丁さばきで洗いに仕上げた。とある出来事により、実家の鮮魚店は保健所から営業停止命令を受けることになる。
松村（まつむら）
クラスで唯一、チン毛の生えた、体格の大きい太った男子。小関とケンジから、同じくチン毛の生えた郷田にただ1人対抗できる助っ人として、風花の家まで呼び出される。

#### 教員
野口 沙英子（のぐち さえこ）
声 - 芳野美樹
風花たちのクラスの女性担任教師。26歳。独身。男性経験がなく、そのさみしさやストレスを自慰行為で解消している。タンスの引き出しに隠し持っていたバイブを風花たちに見つかるが、悪友が誕生日プレゼントでくれたもので未使用、と言い張っている。シャンソン好きで、生徒の力でテレビ番組の賞品や、パリ旅行での高級ショッピングを夢見ている。
風花の付き添いで参加したナニワ女子プロレスの興行で、プロレスの才能とキャラクター性を見出され、以後、教育委員会の命令で度々巡業に参加する。リングネームは「ティーチャー野口」「ラブリー野口」など。体重59.6kg、足の大きさ24cm。不良に扮した新人レスラーに対し、黒板用の大型三角定規を手に、道徳を説きながら戦って勝つ正統派のファイトスタイルと、見た目の派手さから、プロレス雑誌の表紙やグラビアを飾るほどの人気を博す。
大学時代から色恋事には奥手だったが、それに反する見た目の派手さが災いし、当時のニックネームは「サセコ」だった。食い意地が張っており、友達から「貧乏腹」と呼ばれ給料の大半を食費で消費している。ミキがギョーザ太王のギョーザ食べ放題チャレンジデーで、7ヶ月連続完食を果たした直後、12ヶ月連続の完食に挑戦しに来店し、規定のギョーザ15人前以外にライス大盛りとビール2本まで注文した。
東郷 源八郎（とうごう げんぱちろう）
市の文化事業の一環で、教壇に復帰した臨時教員。68歳。野口先生が、教育委員会からの指示でナニワ女子プロレスの巡業に帯同する際、代わってクラスを任される。戦前生まれで、何かにつけて戦中・戦後に絡めた話につなげたがる。地域交流をかねてクリスマスプレゼントを持って家を訪ねてくるとんぼり小の児童たちのために、毎年ケーキを買って迎える、やさしい一面もある。
校長先生
プロレス好きが高じて、全校集会に女子プロレスラーを呼ぶなど、世間ずれしたブッとんだ教育方針で、クラスに何かと厄介事の火種を持ち込む。しかし、結果オーライでクビにならない、世渡り上手。

### ナニワ女子プロレス
ユンボナニワ
ナニワ女子プロレスに所属する看板女子プロレスラー。175cm、98kgの巨体を武器に、No.1の強さと人気を誇るヒール役。
社長
全校集会でユンボナニワを病院送りにした風花の可能性に惚れ込み、校長先生と結託して、彼女を女子プロレスの興行試合に立たせようとする。その後も、野口先生の練習に付き合う風花に、クラスメートたちの分まで観戦チケットを融通してくれるなど、女子プロレス愛が強く、人情味に溢れる人物。

### その他
郷田 剛（ごうだ つよし）
横浜にいた頃の風花のクラスメート。風花の家庭環境を心配して、わざわざ大阪まで1人で様子を見に訪ねて来た。身長が低い。
中沢 ユミ（なかざわ ユミ）
東通天閣小学校5年4組の女子児童。毎試合、リングサイドに観戦にくるほどの、野口先生のプロレスのファン。彼女と交わした約束が、野口先生をレスラー引退の危機に追い込む。
タナカ シゲユキ
町内に住む売れないプロの成年向け漫画家。バブルの勢いで買った自宅兼プロダクションのローンを返すために、高値で売れるポリッシュ・ローランド・シープドッグを繁殖用に飼い、生まれた幼犬を売って金を稼いでいる。しかし、売れたのは小林家に買われたポコのみ。
かつては少年誌の漫画大賞で準入選を果たした漫画家だった。ケンジの描いた漫画に鬼気迫る凄味を見出し、生活のために好きでもないエッチ漫画を描いている自分の手あかをつけたくない一心で、ケンジに自分の連載原稿の手伝いをさせなかった。夢を思い出し、もう一度ケンジと同じ新人賞に新作を応募するが、無理のある作風で残念ながら次点に漏れる。
モデルは作者の石川優吾本人。7巻の巻末マンガ「よく働くおじサン」では、まったく同じ人物が石川優吾として紹介されている。単行本が売れないために、原稿料で稼ごうとし、スケジュールがどんなに厳しくても担当編集からの仕事依頼は断るに断れず、泣きながら二つ返事で引き受ける。また、買い物運が無く、買ったばかりの家が震災の被害に遭い、作画のために買ったパソコンを半年たっても使いこなせない。
ナレーション
声 - 清水美里、濱尾幸慈

## 単行本
ビッグコミックススペシャル
1. （1997年5月、ISBN 4-09-184841-9）
2. （1998年1月、ISBN 4-09-184842-7）

ビッグコミックス
1. （1998年6月、ISBN 4-09-185111-8）
2. （1998年8月、ISBN 4-09-185112-6）
3. （1998年10月、ISBN 4-09-185113-4）
4. （1998年12月、ISBN 4-09-185114-2）
5. （1999年2月、ISBN 4-09-185115-0）
6. （1999年4月、ISBN 4-09-185116-9）
7. （1999年6月、ISBN 4-09-185117-7）
8. （1999年8月、ISBN 4-09-185118-5）
9. （1999年11月、ISBN 4-09-185119-3）
10. （2000年3月、ISBN 4-09-185120-7）
11. （2000年6月、ISBN 4-09-186011-7）
12. （2000年9月、ISBN 4-09-186012-5）
13. （2000年12月、ISBN 4-09-186013-3）
14. （2001年4月、ISBN 4-09-186014-1）
15. （2001年5月、ISBN 4-09-186015-X）

## テレビアニメ
1998年11月6日から1999年3月26日までTBS系で毎週金曜深夜1時25分から放送された。全20話。

### スタッフ
- 原作 - 石川優吾（小学館｢ビッグスピリッツコミックス｣刊）
- スーパーバイザー - 久保雅一、飯田良弘、沢辺伸政
- 監督 - 大森貴弘
- シリーズ構成 - 富田祐弘
- キャラクターデザイン - 志田ただし
- 美術監督 - 長崎斉
- 色彩設計 - 海鋒重信
- 撮影監督 - 沖野雅英
- 編集 - 関一彦
- 音響監督 - 千葉繁
- 音楽 - ヨシオ・J・マキ
- 音楽プロデューサー - 藤田昭彦
- エグゼクティブプロデューサー - 源生哲雄、都築伸一郎、布川郁司
- アニメーション制作プロデューサー - 池田泰弘
- プロデューサー - 坂本香、萩野賢
- 製作 - TBS、ぴえろ

### 主題歌
オープニングテーマ「茜色の想い」
歌 - ユリアーナ・シャノー

### 各話リスト
| 話数 | サブタイトル                 | 脚本     | 絵コンテ   | 演出     | 作画監督   |
| ---- | ---------------------------- | -------- | ---------- | -------- | ---------- |
| 1    | そっとおやすみ。             | 富田祐弘 | 大森貴弘   | 松本淳   | 大西貴子   |
| 2    | おともだちになって。         | 富田祐弘 | 松本淳     | 松本淳   | 清水健一   |
| 3    | 準備運動してからね。         | 大橋志吉 | 大畑清隆   | 大畑清隆 | 南伸一郎   |
| 4    | 鹿山くんと遊ぼう。           | 柳川茂   | 井上草二   | 大畑清隆 | 志田ただし |
| 5    | 楽しい工作。                 | 富田祐弘 | もりたけし | 竹下健一 | 大西貴子   |
| 6    | 銭湯においでよ。             | 大橋志吉 | 大森貴弘   | 竹下健一 | 清水健一   |
| 7    | かぜはまん病のもと。         | 横山雅志 | 井上草二   | 高田淳   | 志田ただし |
| 8    | 大きいことはいいことだ。     | 柳川茂   | 高田淳     | 高田淳   | 南伸一郎   |
| 9    | お花を大切に。               | 大橋志吉 | 松本淳     | 松本淳   | 大西貴子   |
| 10   | 山奥は危険がいっぱい。       | 大橋志吉 | 井上草二   | 松本淳   | 清水健一   |
| 11   | ヨーヨーでゴーゴー!          | 富田祐弘 | 大畑清隆   | 大畑清隆 | 志田ただし |
| 12   | ゴメンねジロー。             | 横山雅志 | 大畑清隆   | 大畑清隆 | 南伸一郎   |
| 13   | これは本当にあったお話です。 | 柳川茂   | 竹下健一   | 竹下健一 | 清水健一   |
| 14   | まいごの仔犬ちゃん。         | 横山雅志 | 竹下健一   | 竹下健一 | 大西貴子   |
| 15   | イル君とおともだち。         | 横山雅志 | 高田淳     | 高田淳   | 中田雅夫   |
| 16   | お酒はハタチになってから。   | 大橋志吉 | 高田淳     | 高田淳   | 南伸一郎   |
| 17   | ハミング坊やでボランティア。 | 大橋志吉 | 大畑清隆   | 大畑清隆 | 志田ただし |
| 18   | 今日は楽しい夏まつり。       | 柳川茂   | 大畑清隆   | 大畑清隆 | 清水健一   |
| 19   | マツタケっておいしいの?      | 富田祐弘 | 松本淳     | 松本淳   | 大西貴子   |
| 20   | 夏にさようなら。             | 富田祐弘 | 大森貴弘   | 松本淳   | 大西貴子   |